# Хавеман, Ганс
Ганс Ха́веман (нем. Hans Havemann; 5 мая 1887, Грабов — 23 сентября 1985, Берлин) — немецкий писатель
, журналист и геолог. Отец Роберта Хавемана, дед Флориана Хавемана.

## Биография
Ганс Хавеман — последний и самый младший ребёнок в семье торговца семенами из Грабова. В 1911 году получил диплом в Мюнхене, в 1914—1924 годах работал учителем в гимназии в Билефельде. С 1926 года Хавеман был редактором фельетонов в «Вестфальских последних новостях» (Westfälische Neueste Nachrichten).
В 1933 году вступил в НСДАП и получил должность главного редактора издания. С 1946 года Хавеман работал в Академии наук ГДР в области геологии. В 1985 году был награждён медалью Эйнштейна.
В первом браке Ганс Хавеман состоял с художницей Элизабет фон Шёнфельдт (1874—1959). У них родились сыновья Роберт и Ганс Эрвин. Мать преподавал историю искусства в художественно-ремесленном училище в Билефельде. Ганс Хавеман похоронен на кладбище Боргсдорфа.

## Сочинения
- Der erkenntnistheoretische Standpunkt Condillacs. Jena 1912 (Diss.)
- Weltgericht. Die Tragödie der Urlaute A E I O U. Hannover 1921
- Die Not in Calais. Hannover 1923
- Das Bild des Menschen. Mensch und All im Lichte einer Philosophie des Raums. 1937